# 灯笼

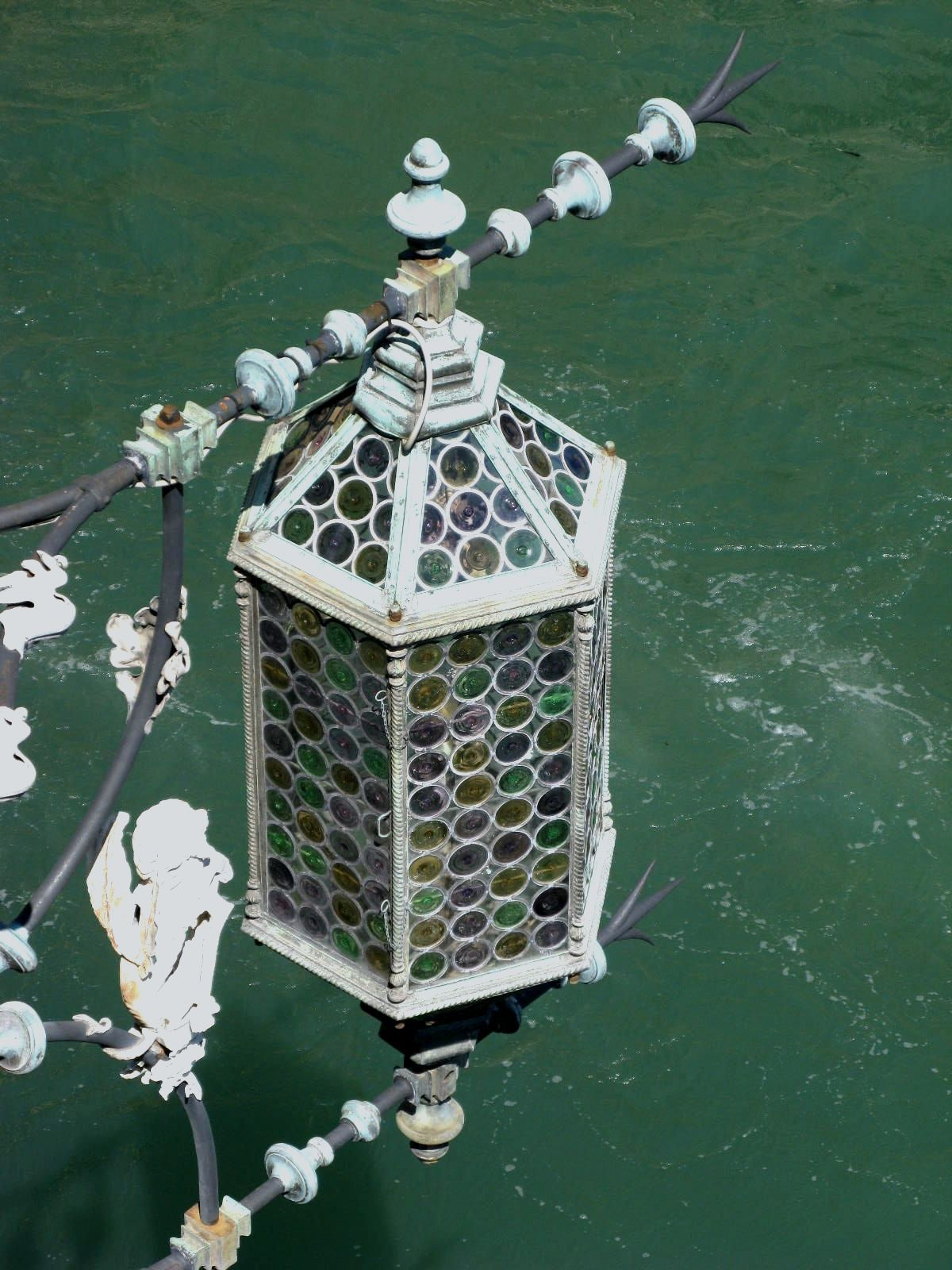
義大利威尼斯的燈籠

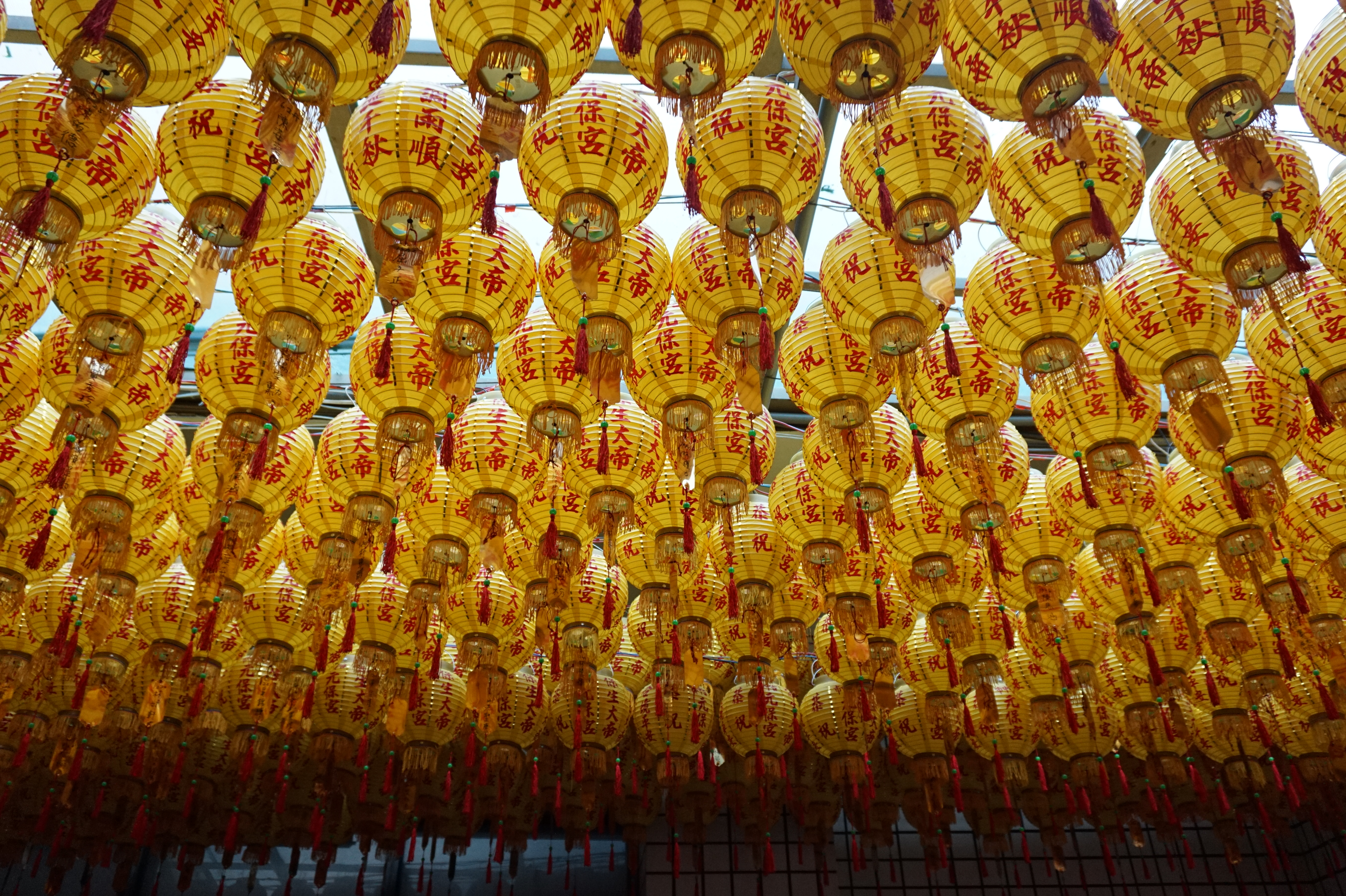
廟宇吊掛的傳統燈籠

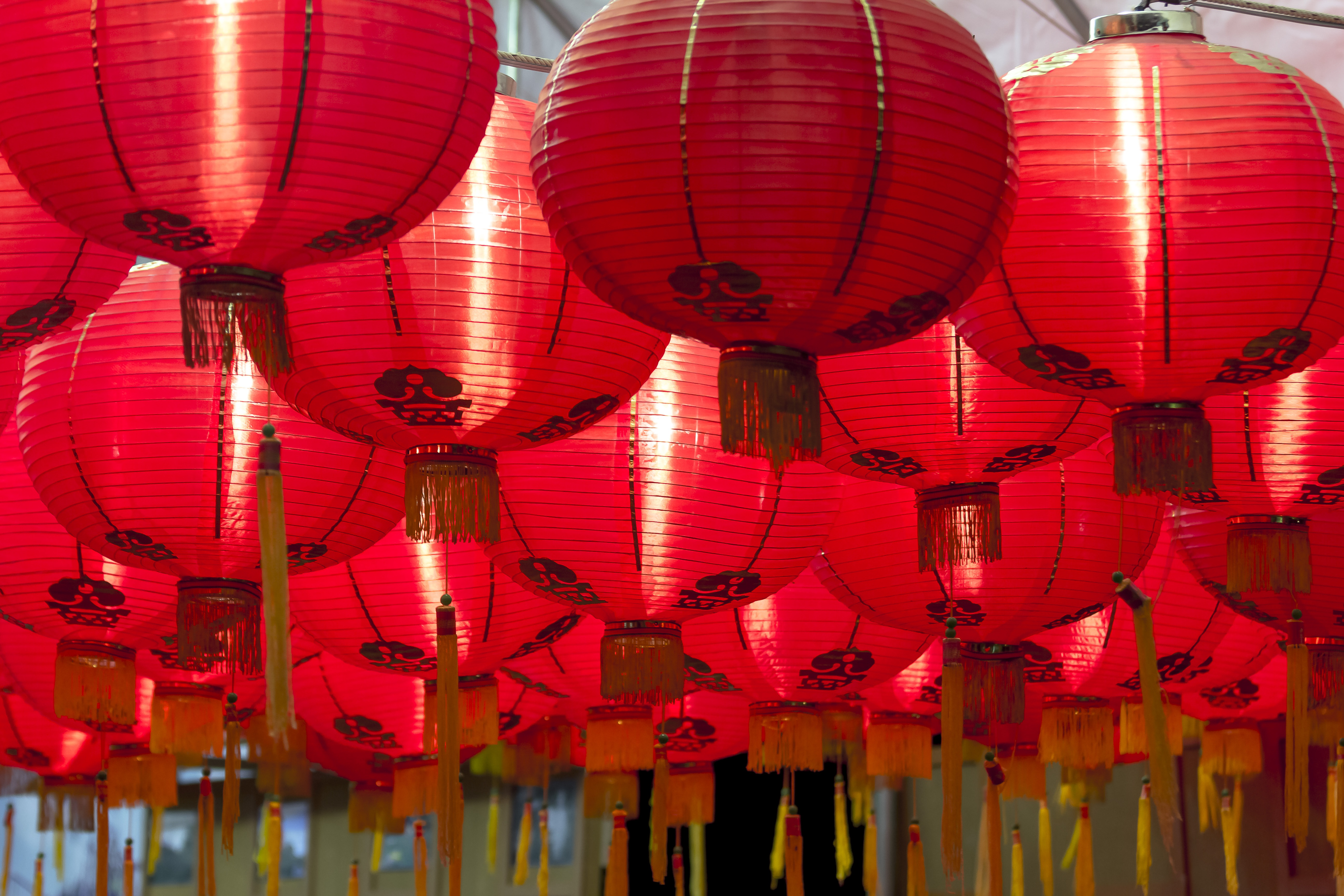
中國傳統紅色燈籠

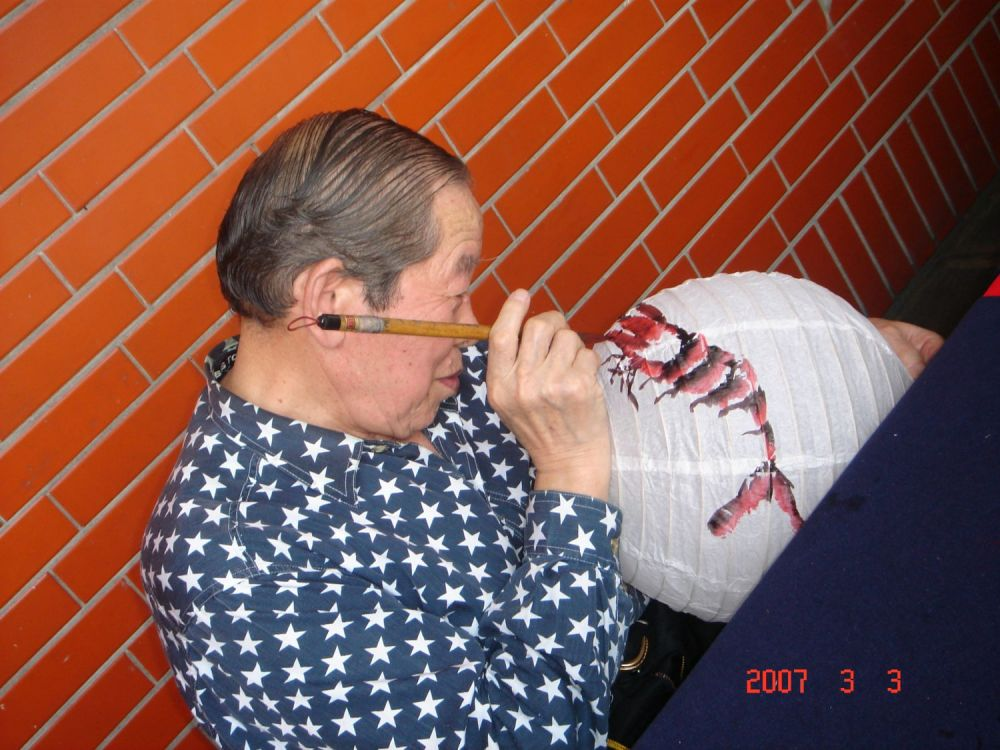
正在畫燈籠的老師傅

燈籠，有古稱鼓仔燈。主要是圓形、橢圓形、長方型等宮燈造型，變化不大，與百變造型的花燈不同。
灯笼种类很多，紙燈籠有走马灯、羊灯、气死风灯、提灯、馬祖風燈、紅包燈籠等等，還有近年來出現的塑膠燈籠。
燈籠的發明是為了保護光源如：點燃的蠟燭，使它更容易攜帶和掛起，不論是放在室外或室內的通道、樓梯，都不會因為沒有罩住而被風吹滅。
早期的燈籠通常是金屬框架或石頭製成，通常在頂部有一個金屬鉤或箍。雖然有些燈籠多達八面，五六面的也常見，但四個面是標準型，這些面料是由一些半透明材料製成的，現在通常是用玻璃或塑膠，但以前是用磨得薄薄的獸角或馬口鐵薄片再打洞之後組合，更多華麗裝飾圖案。一些古董燈籠只有一個金屬網架。
燈籠也可以像火把或一般的戶外光源來當作發信號來用。較暗的光級則為裝飾用。“燈籠”這個詞也普遍地用來指光源或光源的外殼。用玻璃窗格蓋罩起來的路燈，或燈塔的頂燈和透鏡部分的外殼。 這個詞通常與中國的紙燈籠有關。

## 歷史

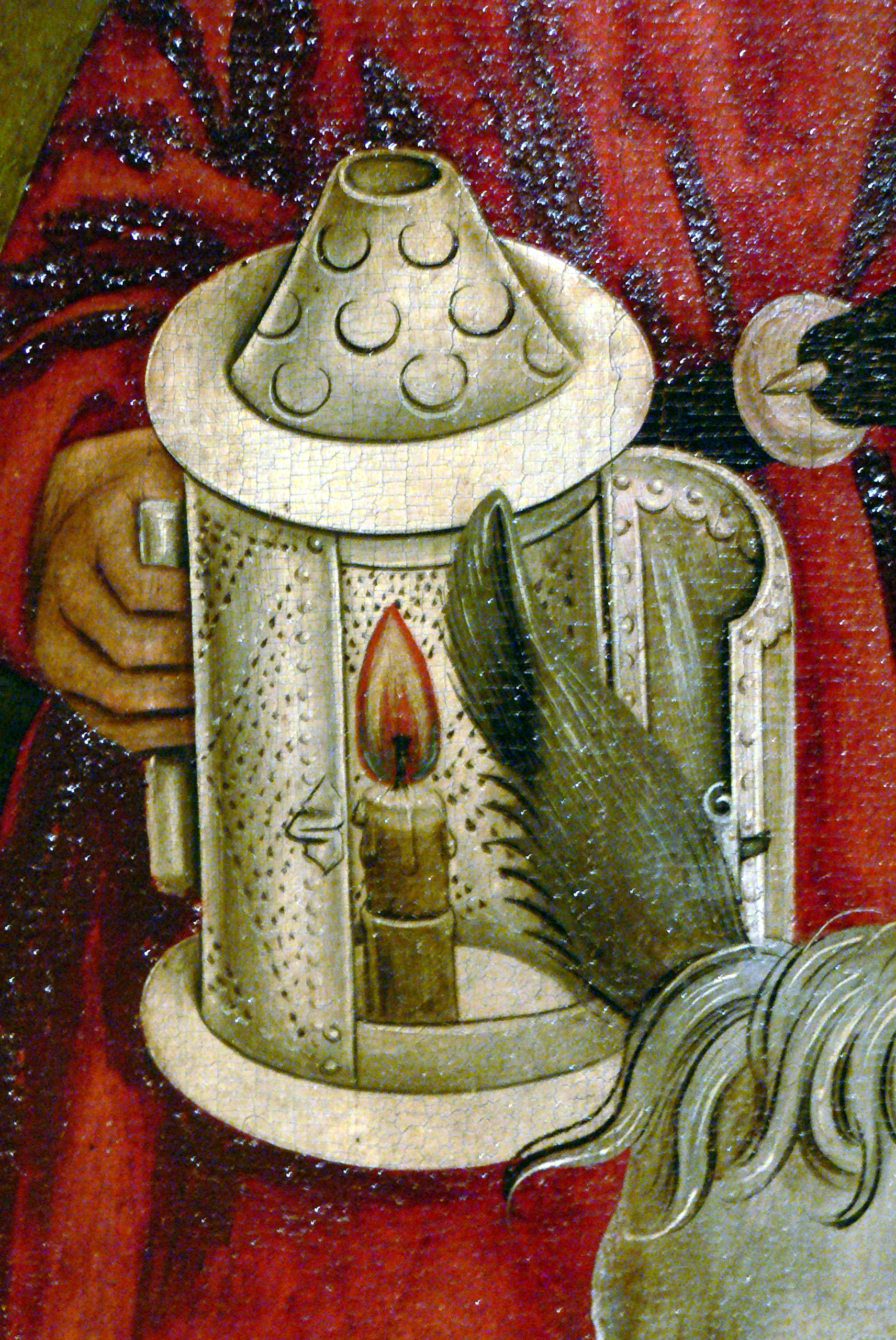
15世紀德國燈籠

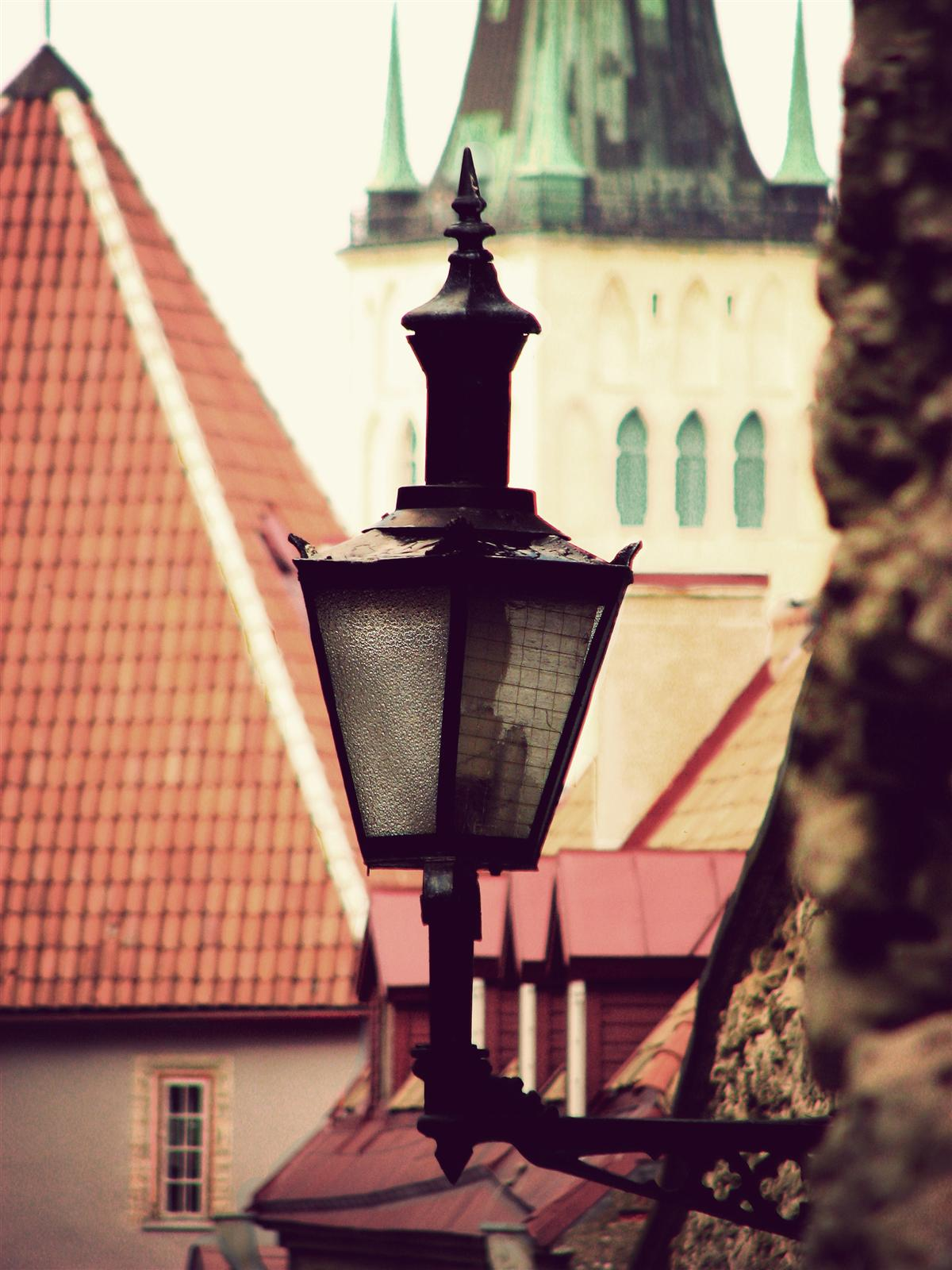
传统的街头灯笼，摄于爱沙尼亚首都塔林市的老镇。

燈是古老的照明設備，古埃及便已出現，在亞洲東部常被視作的一种传统民间工艺品。
裝飾用的燈籠有很多不同的樣式。可吊掛在建築物上，或放在地面上當作裝飾。紙燈籠在世界各地也都看得到。而現代的燈籠通常是將電燈泡放入有裝飾的玻璃罩中。
中國古代，有時會捕抓螢光蟲，將它們裝在透明或半透明的容器來當作（短期的）燈籠。中國電影《大紅燈籠高高掛》，是以燈籠為主題。許多亞洲節日也會使用燈籠。在中元節期間，蓮花造型的燈籠漂浮在江河和海洋上，象徵著引導那些被遺忘的祖先們失落的靈魂去投胎轉世。農曆正月十五日的元宵節，依舊可以見到提燈籠的景象。中國人的其它慶典活動中，也會看到天燈高高飄揚。像韓國首爾元宵節的中心主題也是燈籠。

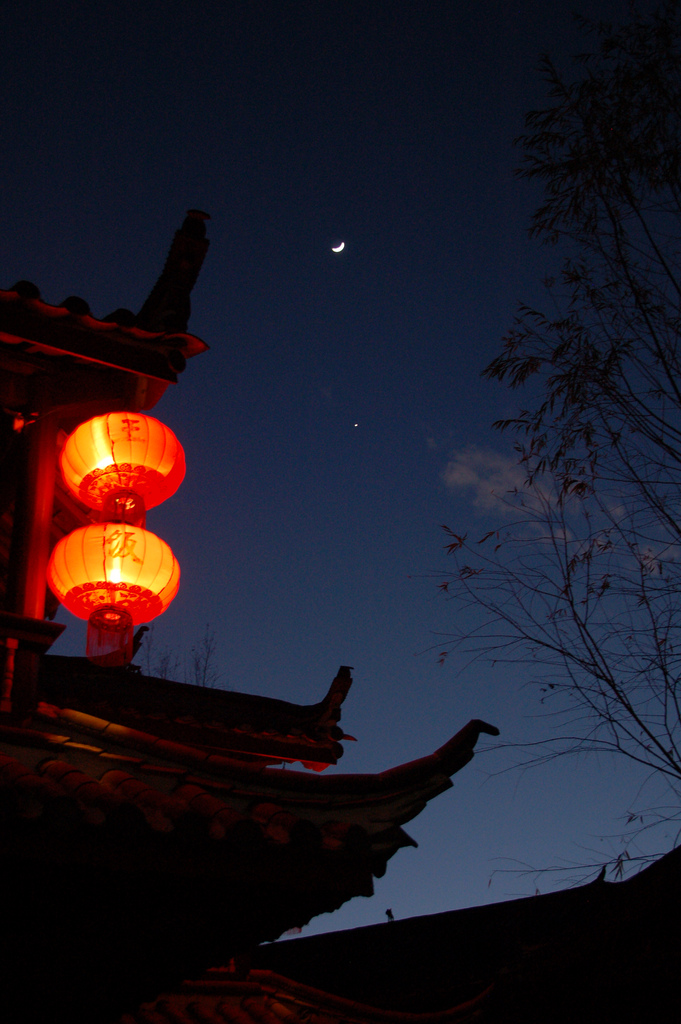
中国云南丽江，挂在古建筑上的灯笼

在古印度，用透明容器裝螢火蟲來作為照明，但這只是短暫的解決辦法。普遍仍然使用火把來照明。
在東正教的教堂內，通常在遊行的十字架上街前，燈籠常用於東正教的遊行及禮拜 儀式的入口。 
燈籠也應用在傳聖火，在聖週(一年三月中到四月初之間)的星期六聖火從聖墓教堂傳出去。

## 現代燃料燈籠

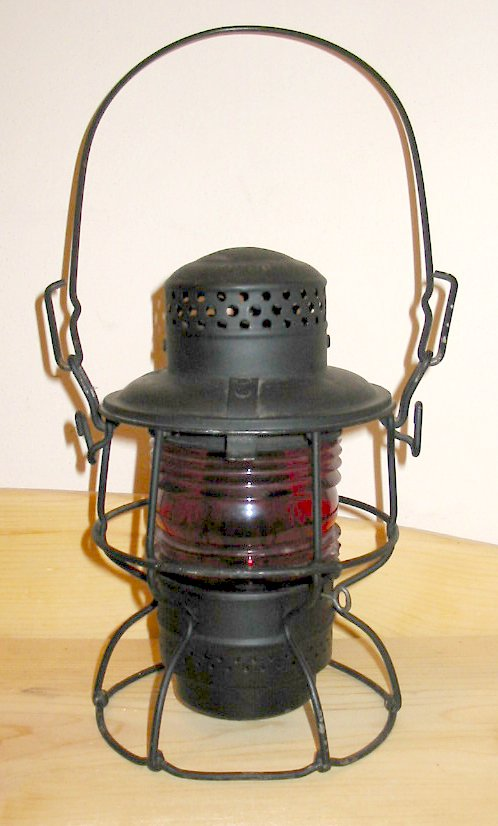
A railroad brakeman's signal lantern

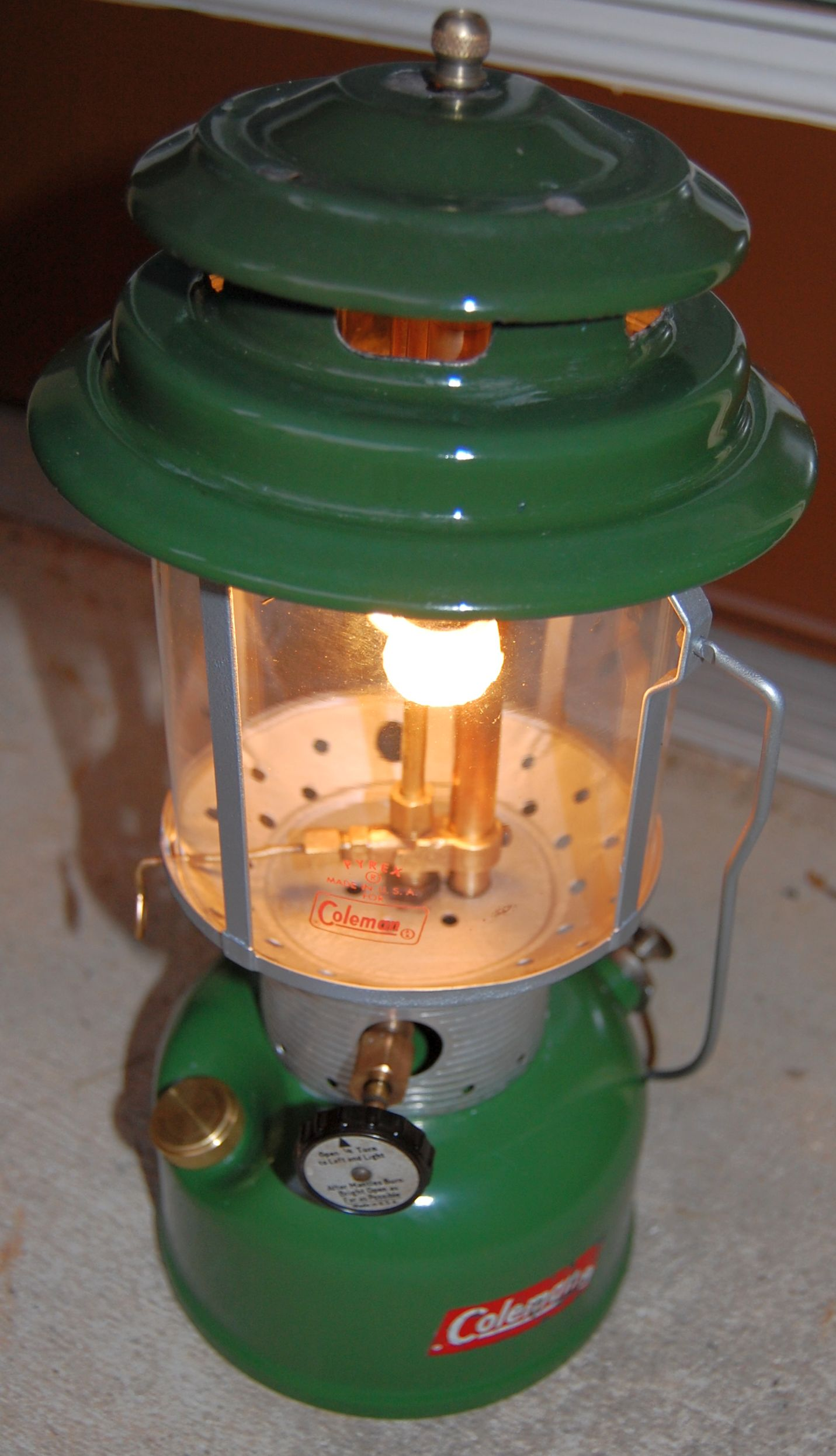
A fuel burning Coleman Lantern

所有的燃料燈籠都具有危險，像是可燃並有毒性的燃料，或是因為高溫而著火或燒傷，或是在密閉空間使用一氧化碳而藏著潛在危險。 
簡易的蠟燭芯燈籠仍易取得。它們便宜又耐久，但是它的亮度不太，而且不適合用來閱讀。
它們需要定期清理蠟燭芯並定期清潔玻璃燈的煤煙。

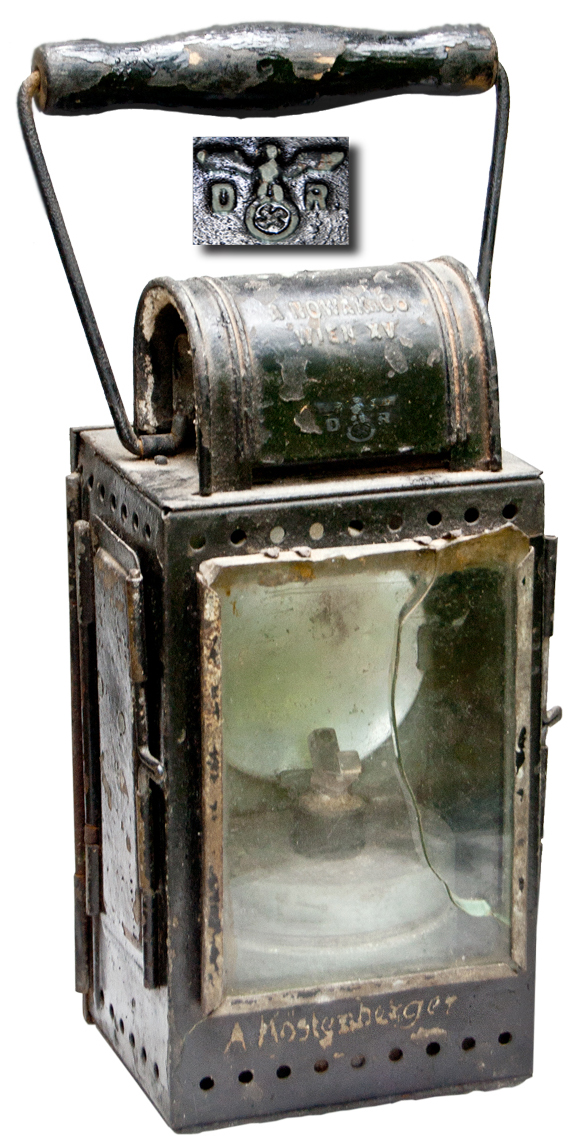
WWII German Reich Railway (DRB) brass carbide burner trainman's lantern c1942

網罩煤氣燈是使用一種浸漬過無紡布陶瓷複合材枓做為網罩，並把火焰的熱能轉換成可見光。 
這個網罩不會燃燒(但是當第一次使用時，必須用火柴點燃陶瓷布料的主要部位)。 
點燃火焰後可使網罩持續發出光亮。 
這樣的燈籠非常明亮而且可用來閱讀。 
這些熱能來源於氣體，媒油，或加壓過的液體如白汽油，即是生活不可或缺的石腦油。 
為了避免高溫燙傷並穩定空氣流動，圓柱形的玻璃防護罩，也就是玻璃燈罩會放置在網罩外。
網罩煤氣燈是使用一種浸漬過無紡布陶瓷複合材枓做為網罩，並把火焰的熱能轉換成可見光。 
這個網罩不會燃燒(但是當第一次使用時，必須用火柴點燃陶瓷布料的主要部位)。點燃火焰後可使網罩持續發出光亮。 這樣的燈籠非常明亮而且可用來閱讀。這些熱能來源於氣體，媒油，或加壓過的液體如白汽油，即是生活不可或缺的石腦油。為了避免高溫燙傷並穩定空氣流動，圓柱形的玻璃防護罩，也就是玻璃燈罩會放置在網罩外。
科爾曼公司使用用手工加壓的燈籠，而這些燈籠所使用的油是由他們公司所生產的燃料。某些規格可以同時使用燃料或汽油。從前燈籠可以放煤油和汽油，現在的燈籠是可以放電池的日光燈和LED燈，它可以使年輕人手提燈籠或是在帳篷內使用更加安全。蓄電操作式的燈籠有很多生產廠商，包括科爾曼公司。由於燃料普遍容易取得，液體燃料燈籠仍受大眾歡迎。
許多可攜帶且外罩型的燃料燈籠，使用燃料氣體壓縮後成為液體如丙烷。丙烷可單獨使用，也可和丁烷混合使用。這樣的燈具通常使用拋棄式的小鋼製容器來裝燃料，可避開處理液態燃料並把危險降到最低。再來這些裝燃料的容器若能避免潮濕的空氣 (溼度會造成容器的腐蝕)和高溫就可以延長燈具的保存期限。

## 現代電燈籠

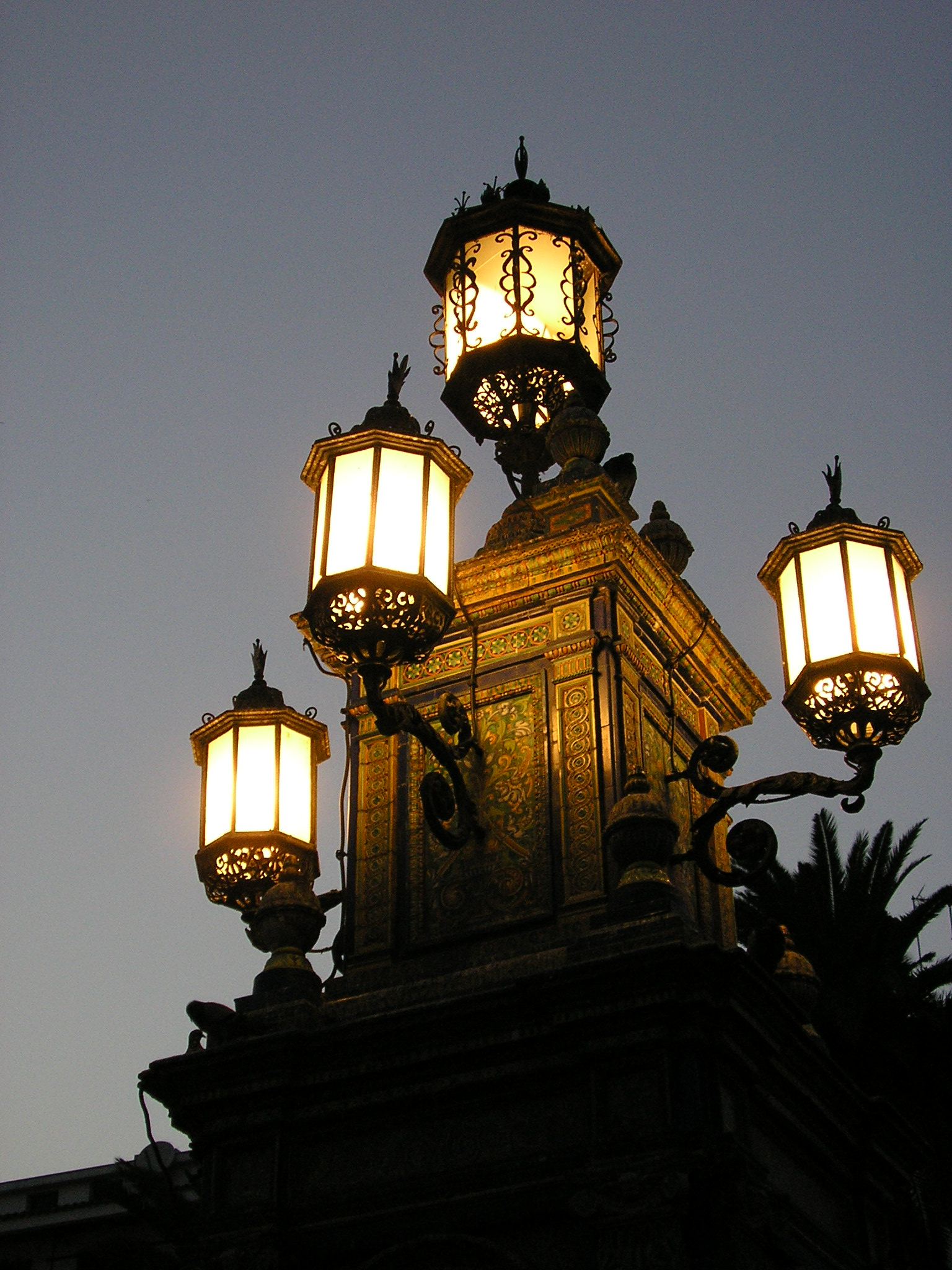
Street lanterns in Algeciras, Andalusia, Spain

### 照明燈具
燈籠設計成永久式的電子照明燈具，可用於室內，景點。也用於公共場合的照明，被稱為街道傢具，融入街道的燈籠不僅提供照明，更提升美學。照明燈具可依各種不同的有線電壓供電來生產。
有些可充電的日光燈的燈籠，最實用的特色就是停電時可以用來照明，同時它也可以隨時插著充電。如果長期停電或遠距用電，可以用一台汽車的電或是小型太陽能充電器來幫燈籠充電。太陽能燈籠會在發展中國家愈來愈受到歡迎並取代煤油燈，因為太陽能燈籠即安全又便宜。

### 電池燈籠
手提燈可使用各式各樣的電池，比起燈比燃氣燈更方便且不熱。電池燈籠低能量密度相對於燃料燈籠更安全。 

#### 白熾燈
六伏特以上的大型照明燈具有定向波束也可稱為燈籠。

## 燈籠傳說
傳說姜子牙封完神後，自己卻沒有什麼司職，只有某位神仙出遊時給打替班。大年三十眾神都歸位，姜子牙卻沒有地方可去，百姓見他可憐，就在高桿頭點一個盞燈，讓他在燈下蹲上一夜。久而久之就形成點燈籠的習俗。

## 燈籠的主要用途

### 防風之用
- 燈籠、燈罩最早之用途在於防風，古時使用電燈以前，人民以蠟燭、油燈點火照明，而火忌怕風吹，故須遮罩防風。燈籠、燈罩以紙或布製成，圍住蠟燭、油燈，既能防風將火吹熄，又不礙火光透出，此為燈籠之起源。

燈籠除了為了防止火光熄滅，但同樣重要的是火焰飛濺或火光掉落，能降低火災的風險。這在船上的甲板下面尤其重要，因為有火藥存在，而且在陸地上的倉庫如果發生火災，會損失金錢，而船上的火災更可能造成死亡。
無防護罩燈光的使用非常危險，所以在特定海盜船甲板以下的守則中寫著-強制使用燈籠， 因為在充滿易燃材料的密閉空間中如用無防護的燭火會有火苗掉落的可能，因此使用燈籠被廣泛認為是必不可缺少的安全措施，如不遵守則會受到重罰。請注意，這裡燈籠使用的英文名是“lanthorn”，是上面提到的使用磨薄的獸角(horn)以作為燈籠中的材料（John Phillips船長所著文章的第六條）。

### 商家招牌
- 在許多街頭小吃攤也有掛大紅燈籠取代招牌，以吸引食客的目光。不過這些燈籠外面的材料都是塑膠材料，跟早期的紙燈籠、布燈籠不一樣。

## 世界不同國家或地區的燈籠樣式

### 中華人民共和國

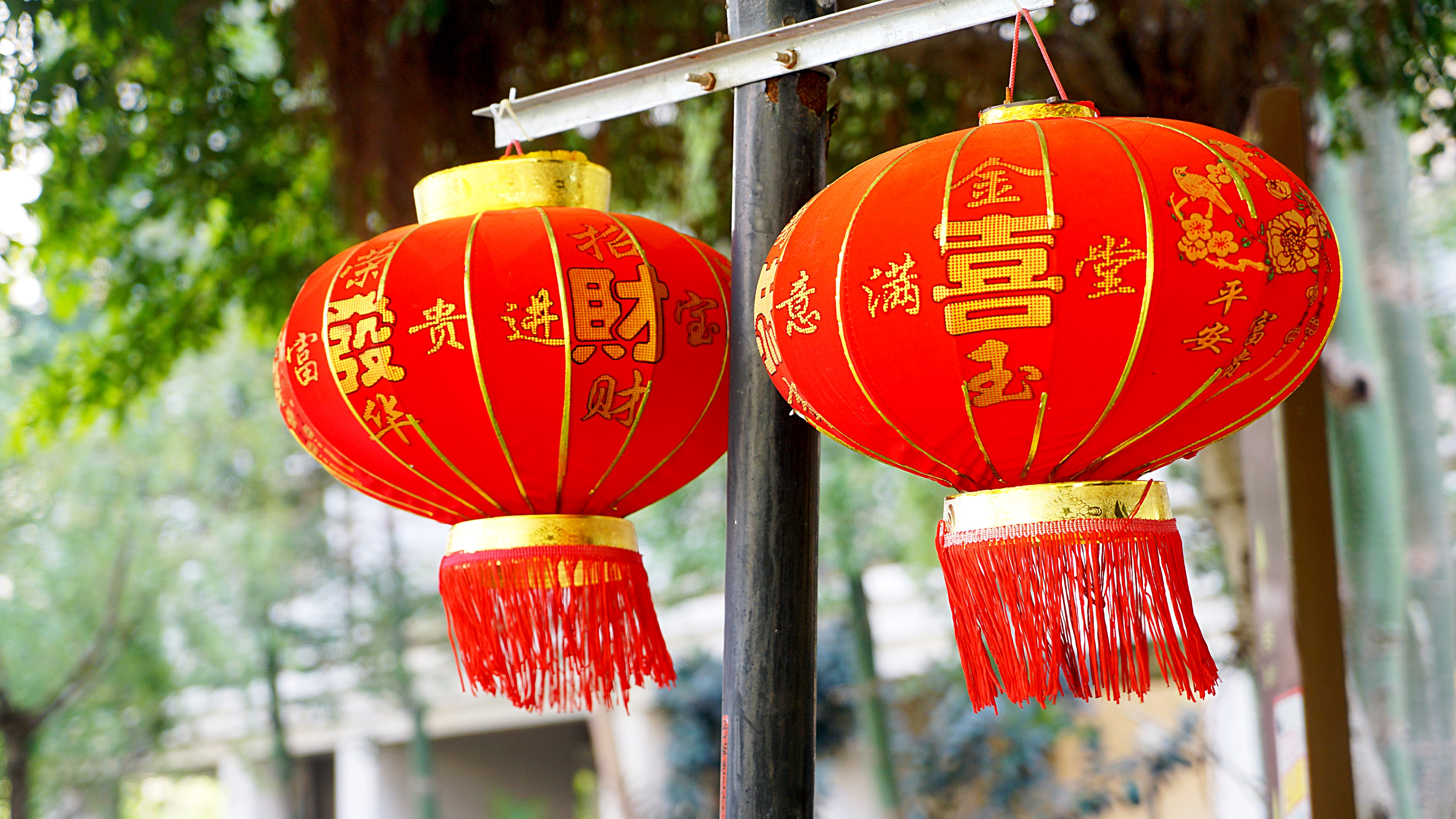
春节期间街上的红灯笼

中國是最早使用燈籠的国家，其燈籠樣式與使用習慣對鄰近的日、韓、越等地也有著程度不一的影響。
傳統中國式燈籠主要由纸或绢作为灯笼的外皮，骨架通常使用竹或木条制作，中间放上蜡烛，点燃蜡烛成为照明工具。在東亞許多廟宇裡，燈籠是相當常見的物品。
在中國，燈籠的意義在各省的製作方式和文化意義都有不同。在中國的佛山，只要生男孩的家庭，必須在家族的大廳掛燈籠（「燈」與「丁」諧音），俗稱報丁，代表家裡多個男丁。
在中國，各個省的燈會都有各自的特色，有洛陽宮燈、豫園燈會、金陵燈會、自贡灯会等。
中國跟燈籠有關的電影：
- 大紅燈籠高高掛

中國跟燈籠有關的古裝劇：
- 明月照我心

#### 香港

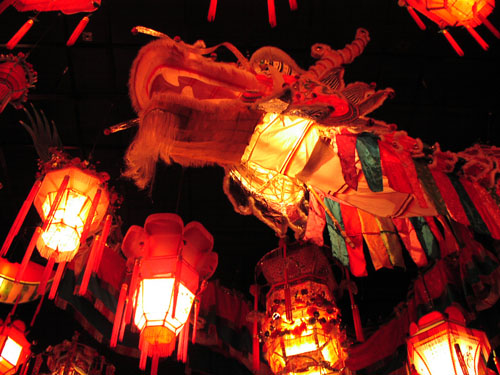
香港歷史博物館的大型展品－廣東傳統燈籠

在香港，“做燈籠”這三個字被稱為“燈籠紮作”，是被官方認定的一種專業技術。

### 日本

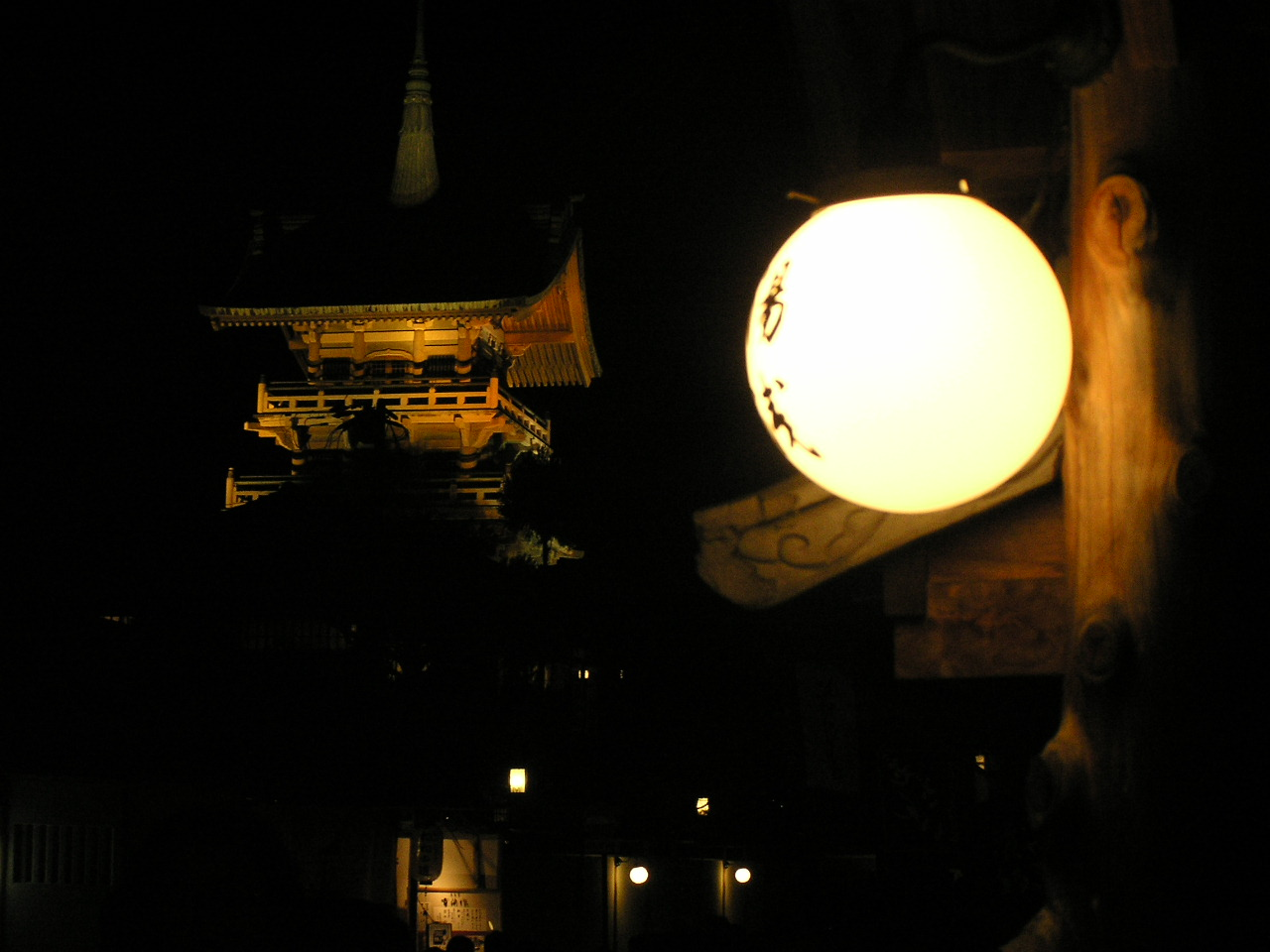
京都・東山花灯路祇園閣的燈籠

- 長崎燈會（日语：長崎ランタンフェスティバル），每年農曆1月1日至1月15日（春節）期間於日本長崎縣長崎市舉辦的燈籠季節慶活動。

在日本，很多日本料理店都會掛燈籠。
在日本的慶典裡，也可以常常看到燈籠，如：竿燈慶典。

### 韓國
韓國傳統的燈籠青紗燈籠被廣泛出現在韓國各種文化展覽上。
青紗燈籠通常是由紅色、藍色絲綢所組成的。
每年農曆四月初八前的那個周末，會舉行燃燈會。

### 台灣
台灣各縣市有其特有原生的燈籠型式，如位於馬祖的馬祖風燈。

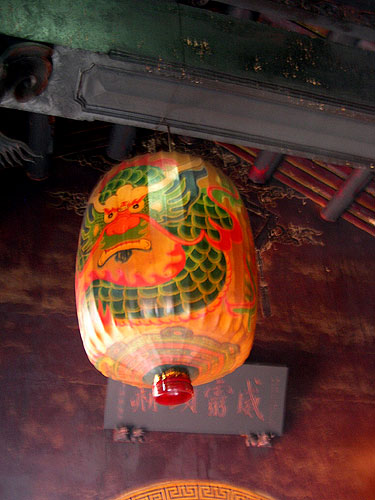
一個繪有龍的燈籠-台灣鹿港天后宮

也有從中國傳入的泉州式和福州式兩種類型，差別在形狀與圖案:11，竹製燈籠依其形狀，可分為，泉州式為桶型，如鹿港式燈籠；福州式為球型，燈體如傘可伸縮開展，又稱「傘燈」。
近年來在台灣，燈籠不是只有元宵節才看的到。在不同的月份，有不同的燈節。南台科技大學與臺南市神農街一起舉辦的2020鼠年神農街元宵宮燈展，就是由學生與當地居民一同舉辦的燈籠活動

## 參看
- 天燈
- 油燈
- 燈藝師
- 燈籠魚